# Банга, Тия
Тия Банга (латыш. Tija Banga; настоящая фамилия — Копштале; 19 мая 1882, Рига — 1 января 1957, Рига) — латышская театральная актриса. Заслуженная артистка Латвийской ССР (1947). Писательница, поэтесса, драматург.

## Биография
На любительской сцене выступала с ранних лет. В 1902—1904 годах была актрисой Нового Латышского театра в Риге, в 1906—1907 выступала на сцене театра «Аполло», работала вместе с А. Ф. Амтманом-Бриедитом. В 1908—1915 годах играла в Новом Рижском театре. Была одной из ведущих актрис театра.
Позже, в 1915—1917 годах работала в латышских театрах Петрограда и Москвы. С 1919 года актриса Рабочего театра Советской Латвии, затем в других театрах Латвии (театр города Елгавы, театр «Дайлес»).
С 1934 года на пенсии. После окончания Великой Отечественной войны, с 1945 возобновила сценическую деятельность в Художественном театре Риги.
Актриса широкого плана, играла как драматические, так и комедийные роли. Создала образ Спидолы в первой постановке «Огня и ночи» Райниса (1911, Новый Рижский театр). Среди ролей Банги: Ария, Зане («Индулис и Ария», «Вей, ветерок!» Райниса), Раутенделейн («Потонувший колокол» Гауптмана).
Автор сборников стихов, рассказов, нескольких пьес («Отец» и другие) и мемуаров. После смерти актрисы были опубликованы её мемуары «Моя жизнь».
Похоронена в Риге на кладбище Райниса.